# 吳湯興
吳湯興（客家語：Ng11 Tong24-hin24；1860年—1895年8月28日），原名湯新興，字紹文，臺灣苗栗銅鑼灣客家人，乙未戰爭抗日人士、義勇軍大統領（即民兵總司令）。

## 生平
吳湯興之母吳秋妹為淡水廳苗栗堡樟樹林庄人（今苗栗縣銅鑼鄉樟樹村）人，因家無兄弟，故招贅隻身到台灣謀生的湯四為夫，生四子。湯四，字悅來，廣東省嘉應州鎮平縣(今蕉嶺縣)高思村人，祖籍福建寧化，原配丘氏，為丘逢甲之親戚。長子傳嗣吳家而取雙姓為吳湯興，其餘三子為湯新蘭、湯新河、湯新漢皆從父姓。吳湯興曾為生員，亦學習武藝，以行俠仗義聞名於鄉里。光緒十六年（1890年），和生員邱國霖在苗栗縣銅鑼灣街倡建銅鑼鄉關帝廟，俗稱「九湖恩主公廟」。
1895年4月，清廷因甲午戰爭戰敗而簽訂馬關條約，割讓福建臺灣省予日本。消息傳至臺灣後，眾人成立臺灣民主國，各地皆起兵響應，吳湯興亦召集鄉勇籌備守衛鄉里。
5月29日，日軍近衛師團登陸澳底，乙未戰爭遂起。6月中旬，臺北城失陷，吳湯興召集眾人祭旗，面向北方發誓：「是吾等效命之秋也。」眾人皆起而應和。當時徐驤起義於苗栗，姜紹祖起義於北埔，吳湯興召集眾人，誓言合作抗日。6月15日，吳湯興領民兵北上支援時，前鋒邱國霖於楊梅壢遭遇日軍，經眾軍合擊，日軍稍有退卻。但隨後日軍增援攻下新竹城，圖謀順勢南下。苗栗知縣李烇與吳湯興商議戰情後，急派徐炳文赴臺中告急，而徐驤則協同新楚軍力守竹南尖筆山，日軍無法前進。
8月8日，日軍大隊攻陷尖筆山，乘勢進攻苗栗。苗栗無城不易防守，吳湯興和徐驤俱退入彰化。8月17日，日軍攻入三叉河堡（今三義鄉），與留守部隊發生衝突，吳湯興部將鍾享澤戰死，至此日軍得以直接威脅大甲溪流域。8月24日，日軍涉大甲溪，破葫蘆墩（今豐原區）。8月26日，臺中為日軍佔領。吳湯興與徐驤合守彰化八卦山砲陣地。8月28日黎明，日軍攻山，特別以一部隊直撲軍營。吳湯興和徐驤率軍交戰，炮火猛烈，吳湯興因而陣亡。其妻黃賢妹聞訊後，投水自盡；雖被旁人救回，之後仍絕食而死。

## 紀念
現於國民革命忠烈祠文烈士祠設有其與其戰友之靈位以供後人進行憑弔。

## 相關影視
- 電視劇《亂世豪門》(2007年台灣公視連續劇)
- 電影《一八九五》（2008年台灣電影，美商福斯影業發行，由溫昇豪飾演吳湯興。）